# Takanori Ito
Takanori Ito (伊藤貴則, Takanori Ito?), né le 20 septembre 1993 à Ōsaka, est un catcheur japonais, qui travaille actuellement à la Wrestle-1.

## Carrière

### Wrestle-1 (2016-2020)
Le 19 avril, il perd contre Masayuki Kōno. Le 4 mai, lui et Masayuki Kōno battent Koji Doi et Kumagoro et remportent les Wrestle-1 Tag Team Championship.
Le 12 juillet, il participe au Wrestle-1 Grand Prix 2017 où il bat Shūji Kondō lors du premier tour, mais perd contre Masayuki Kōno en Semi-Finale et est éliminé du tournoi.
Le 16 juillet, il bat Koji Doi et remporte le Wrestle-1 Result Championship.
Le 2 septembre, il bat Seigo Tachibana et remporte le Wrestle-1 Result Championship pour la deuxième fois.
Le 2 décembre, lui, Koji Doi et Kumagoro battent Enfants Terribles (Seigo Tachibana, Shotaro Ashino et Yusuke Kodama) et remportent les UWA World Trios Championship. Le 10 décembre, il perd contre Shotaro Ashino et ne remporte pas le Wrestle-1 Championship.

### All Japan Pro Wrestling (2017)
Le 31 octobre 2017, il fait ses débuts à la All Japan Pro Wrestling dans un Tag Team Match où lui et Masayuki Kōno perdent contre Suwama et Shuji Ishikawa.

### GLEAT (2020-...)
Le 18 décembre 2021, lui et Minoru Tanaka perdent contre BULK Orchestra (Kazma Sakamoto et Nobuhiro Shimatani).

## Palmarès
- Wrestle-1
  - 2 fois Wrestle-1 Result Championship
  - 1 fois Wrestle-1 Tag Team Championship avec Masayuki Kōno
  - 1 fois UWA World Trios Championship avec Koji Doi et Kumagoro